# Портрет говорящего Джорджа Дайера
«Портрет говорящего Джорджа Дайера» (англ. Portrait of George Dyer Talking) — картина британского художника ирландского происхождения Фрэнсиса Бэкона, созданная в 1966 году. Она была выполнена маслом на холсте и является портретом его возлюбленного Джорджа Дайера, сделанным в разгар творческого расцвета Бэкона. На ней Дайер сидит на вращающемся офисном стуле в ярко окрашенной комнате. Его тело и лицо искажены, а ноги плотно скрещены. Его голова, кажется, обрамлена окном или дверью. Над ним висит голая лампочка, любимый мотив Бэкона. Работа содержит ряд пространственных противоречий, так например тело Дайера, кажется, расположено как на переднем, так и на заднем плане.
Картина была продана на аукционе Кристис в Лондоне 13 февраля 2014 года за 42 194 500 фунтов стерлингов. Продавцом, по сообщению «Bloomberg», был мексиканский финансист Давид Мартинес Гусман, который по некоторым сообщениям приобрёл картину в результате частной продажи за $12 000 000 около пяти лет до этого. В те годы работы таких художников, как Фрэнсис Бэкон, выставлялись на продажу всё реже и реже, поскольку инвесторы стремились получить быструю прибыль, «переворачивая» искусство.

## Описание
Композиция «Портрета говорящего Джорджа Дайера» формируется широкими кривыми, которые характерны как для описания тела Дайера, так и для пространства, которое он занимает. Он нарисован в очень компактной и напряжённой манере: его руки крепко сжаты, изображены в белых и розовых тонах, а его широкая и мускулистая шея написана широкими мазками кисти. Очертания его ног, плотно обхвативших друг друга, едва различимы. Выброшенные документы разбросаны вокруг его ног. Картина очень напоминает «Портрет Джорджа Дайера, смотрящего на слепой шнур», созданный в том же году, тем, что в обеих используется мотив висячего шнура, и в обеих работах лицо Дайера изображено в кубистической манере.

## Смерть Джорджа Дайера
Джордж Дайер покончил с собой 24 октября 1971 года, за два дня до открытия триумфальной и важнейшей ретроспективы Бэкона в парижском Большом дворце. 37-летний Дайер, страдавший от алкоголизма, глубоко неуверенный в себе и страдающий тяжёлой и длительной депрессией, принял смертельную дозу алкоголя и барбитуратов в номере парижского отеля, который он снял вместе с Бэконом в короткий период их примирения после нескольких лет горьких взаимных обвинений.
Бэкон, сам почти алкоголик, испытывал острое чувство смертности и осознание хрупкости жизни после смерти своего возлюбленного. Эти чувства усилились после смертей многих других близких друзей художника в течение следующего десятилетия. Памятные портреты Дайера, завершенные в последующие годы, оцениваются как одни из самых сильных и впечатляющих работ Бэкона. В большинстве из них, особенно в триптихах, за Дайером следуют чёрные горизонтальные мясистые крылатые существа, сырые и красные или розовые пятна умирающей плоти или живописные стрелы. Эти детали выступают в качестве указателей на порочность и трагичность сцены, а также на чувство вины у Бэкона в смерти эмоционально зависимого от него друга.